# Onosma sanninensis
Onosma sanninensis — вид квіткових рослин з родини шорстколистих (Boraginaceae). Ареал охоплює такі країни: Ліван (Гора Саннін, Центральний Ліван).
Цей новий вид був остаточно ідентифікований шляхом комплексного аналізу морфологічних ознак та географічного поширення, порівняного з гербарними зразками з кількох колекцій. Новий вид тісно пов'язаний з O. caerulescens та O. inexspectata, але відрізняється 1–2 кінцевими завитками, меншими приквітками, довшими квітконіжками у плодів, більшою чашечкою у квіток та плодів, іншим кольором віночка, меншими пиляками та іншою формою пилку.